# Kecamatan Margomulya
Kecamatan Margomulya är ett distrikt i Indonesien.   Det ligger i provinsen Jawa Barat, i den västra delen av landet, 500 km öster om huvudstaden Jakarta.